# Trentepohlia (Mongoma) subpennipes
Trentepohlia (Mongoma) subpennipes is een tweevleugelige uit de familie steltmuggen (Limoniidae). De soort komt voor in het Palearctisch gebied.